# Józef Szaybo
Józef Szaybo (ur. 1841 w Jurowcach koło Białegostoku, zm. 1911) – rotmistrz kawalerii w czasie powstania styczniowego. Walczył w augustowskim, łomżyńskim i płockim.

## Życiorys

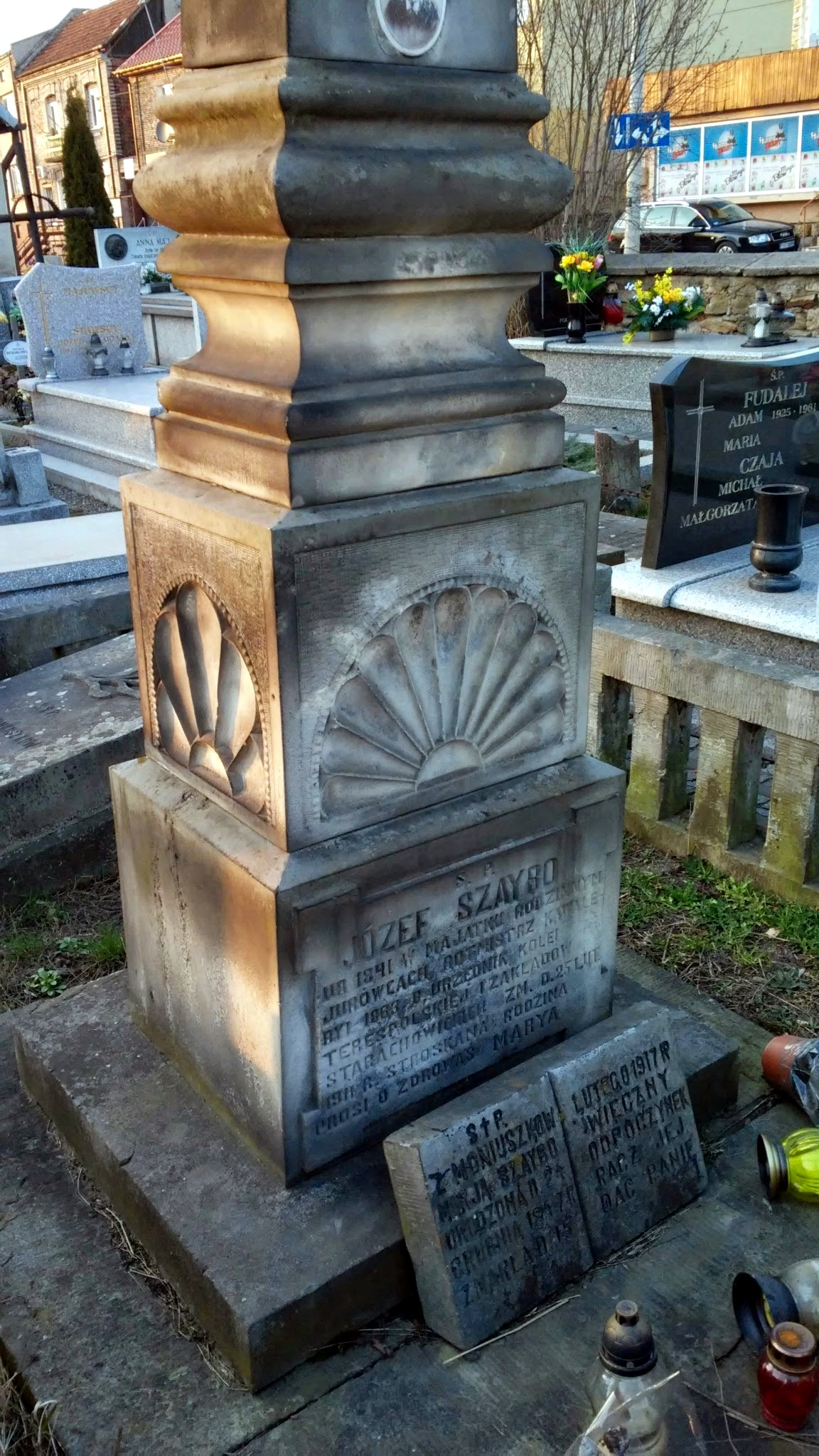
Pomnik Józefa Szaybo na cmentarzu w Wierzbniku

Brał udział w bitwach pod Kadyszem (21 maja 1863) i Księżopolem (12 października 1863). W potyczce pod Brośnicą k. Zambrowa (7 września 1863) piętnastokonny patrol pod dowództwem Józefa Szaybo zaskoczył Kozaków, wskutek czego 4 Kozaków zginęło, a 3 zostało rannych. Dowodził też plutonem w walkach pod Małą Bukową i Ossową (31 grudnia 1863).
Wiadomości z Pola Bitwy w numerze 13. informując o walkach w województwie augustowskim, podały, że 21 maja 1863 w walkach pod Kadyszem w rejonie Czarnej Hańczy odznaczył się kawalerzysta Józef Szaybo. Według powstańczych zapisów bitewnych podano, że 12 października 1863 w udanym starciu powstańców z kolumną mjr. Chorbiewicza pod Księżopolem (woj. płockie) dowódcą kawalerii był Józef Szajbo, który objął dowództwo po Zdziechowskim. Rosjanie stracili wówczas 38 ludzi, po stronie powstańców straty były: 6 zabitych i 5 rannych. (S. Zieliński Bitwy i potyczki 1863–1864) .
Po powstaniu urzędnik kolei terespolskiej, ukończył szkołę górniczą w Dąbrowie Górniczej a następnie podjął pracę w Zakładach Starachowickich jako zarządca wielkiego pieca w Brodach Iłżeckich.
Założył rodzinę z Marią z Moniuszków (24.12.1847–15.02.1917), której  siostrą była hrabina Jadwiga de Fleury z Moniuszków (żona Ludwika de Fleury, archeologa). Według zachowanego aktu zgonu sporządzonego przez proboszcza Wierzbnika ks. Kołdę, zmarł 25 lutego 1911(dts) w Starachowicach, pochowano go na ówczesnym cmentarzu parafialnym w Wierzbniku (obecnie Starachowice). W mogile tej pochowana została później jego małżonka Maria (w 1917) oraz jej siostra Jadwiga (04.01.1920).
.
Prawnukiem rotmistrza, a synem Janusza i Marii z Orłowskich Szaybo jest Rosław Szaybo (1933–2019), prof. ASP w Warszawie, wybitny plakacista, ilustrator, fotografik, projektant okładek płytowych i książek.